# ستيوارت سانت كلير
ستيوارت سانت كلير (بالإنجليزية: Stuart St. Clair)‏ هو سائق شاحنة وسياسي أسترالي، ولد في 21 نوفمبر 1949 في سيدني في أستراليا. حزبياً، نشط في الحزب الوطني الأسترالي. وقد انتخب عضو مجلس النواب الأسترالي عن دائرة نيو إنجلند ‏ (3 أكتوبر 1998 – 10 نوفمبر 2001).